# Мемориальный музей Леси Украинки
Музей дореволюционной прогрессивной российской и украинской культуры, Мемориальный музей Леси Украинки (Ялта), экспозиция «Ялта. Век XIX-й» — музейная экспозиция находящяяся в Ялте, Крым, в здании особняка Лищинской и посвящённая украинской поэтессе и деятелю культуры Лесе Украинке. Расположена по адресу: г. Ялта, ул. Екатерининская, 8. Была организована в СССР в 1977 году как филиал Ялтинского краеведческого музея. На Украине с 1993 года музей имел статус отдельного учреждения культуры. После 2014 года — отдел Ялтинского историко-литературного музея.

## История
Впервые Л. Украинка приехала в Ялту в 1897 году, останавливаясь в особняке Лищинской.
В письмах она описала своё жильё:
«Сегодня я писала папе о своем новом доме: здесь же, только на втором этаже. Зимой здесь люди au rez-de-chaussée не живут и правы, потому что здесь садики зеленые всю зиму и потому в нижних этажах всегда тень, что летом очень хорошо, но зимой разводит влажность. При помощи небольшой «военной хитрости» с моей стороны моя хозяйка отдала мне и этот дом за 15 p., хотя я сама вижу, что согласно здешним обычаям он стоит 20 р. В нем два окна – одно на восток, второе на запад, с двойными, но не заклеенными рамами (если кто хочет, то упаковывается и здесь, но, по-моему, это без надобности), кровать на пружинах, кушетка, большое кресло (и не продрано!), два стола, шкаф, комод, умывальник, «такой, как на вокзале», и ширма».
Затем она вновь побывала в Крыму — Ялте, Алуште, Севастополе — в начале 1907. В августе 1907 года она переехала в Ялту вместе со своим мужем, Климентом Квиткой, и осталась здесь почти на два года. В Крыму она создала ряд поэм и других литературных произведений (драматическая поэма «Айша и Мохаммед», поэма «Кассандра», драматическая поэма «На руинах»).
Инициативная группа по созданию в Ялте музея поэтессы была создана ещё в начале 1970-х годов, к столетию со дня рождения Л. Украинки. В неё, в частности, входил один из её учеников, научный работник в области виноделия Н. С. Охрименко. В результате в городе был возведён памятник поэтессе и на здании, где она проживала в 1897 году, была установлена мемориальная доска. Однако в целом работа по созданию музея Л. Украинки тогда не была доведена до конца. 23 декабря 1977 года в здании был открыт филиал Ялтинского краеведческого музея с экспозицией «Музей дореволюционной прогрессивной российской и украинской культуры».

## Мемориальный музей Леси Украинки (1993—2014)
В 1991 году в этом музее была открыта экспозиция «Леся Украинка и Крым» (к 120-летию со дня рождения поэтессы). 10 сентября 1993 года, по ходатайству украинской общественной организации «Просвіта» («Просвещение») Ялтинский горисполком придаёт экспозиции статус музея — как филиала Ялтинского государственного историко-литературного музея.
На базе музея Леси Украинки в Ялте была образована первая в городе школа с преподаванием на украинском языке. Музейные помещения служат дополнительными аудиториями для студентов Крымского государственного гуманитарного института. При музее был создан народный любительский театр «Семь муз», собрана большая библиотека по истории и развитию украинской культуры.

До 2014 года директором музея была Олеся Висич, научным куратором — Светлана Кочерга.

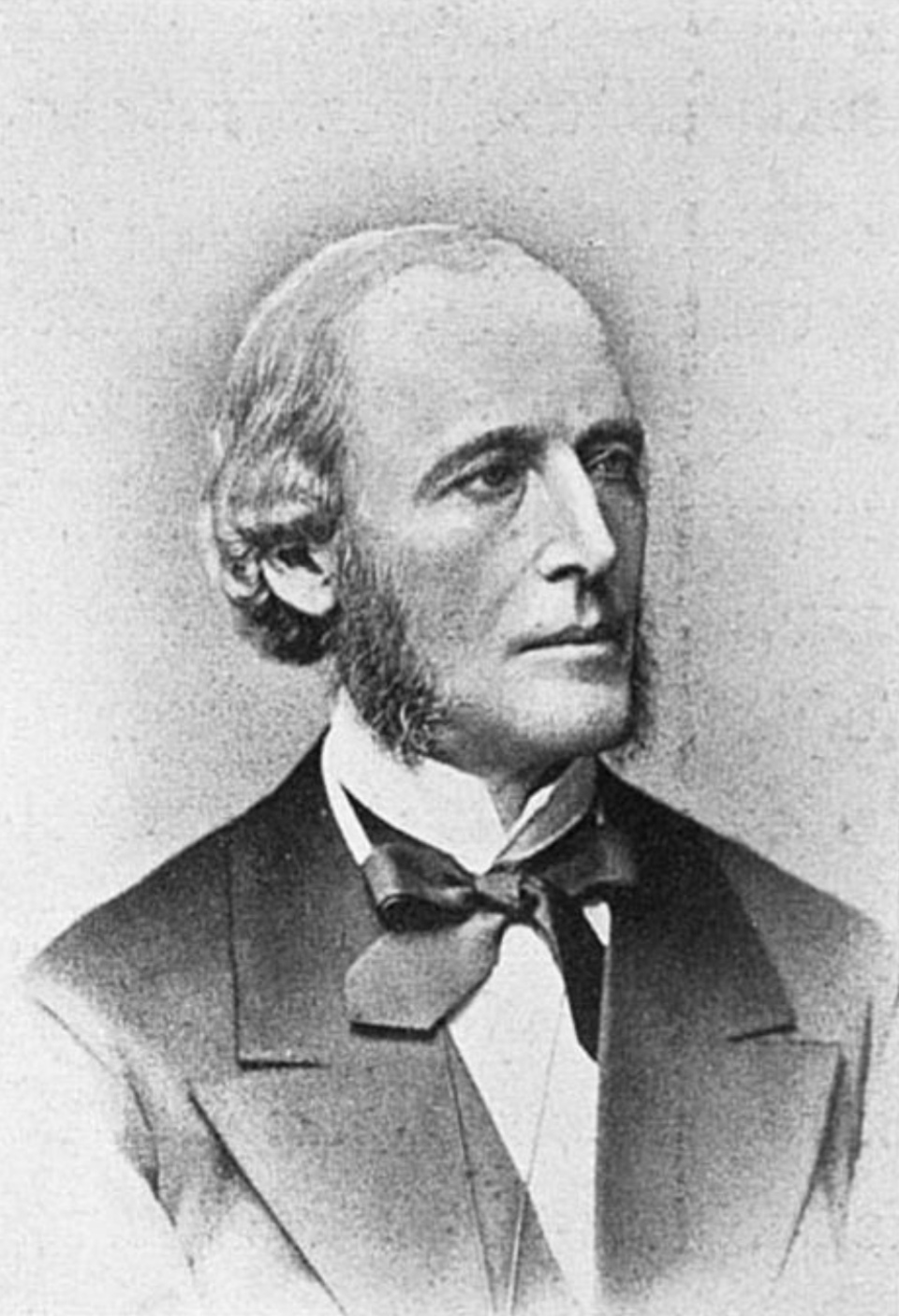
Первый владелец особняка - Александр Генрихович Жомини (1814 — 1888).
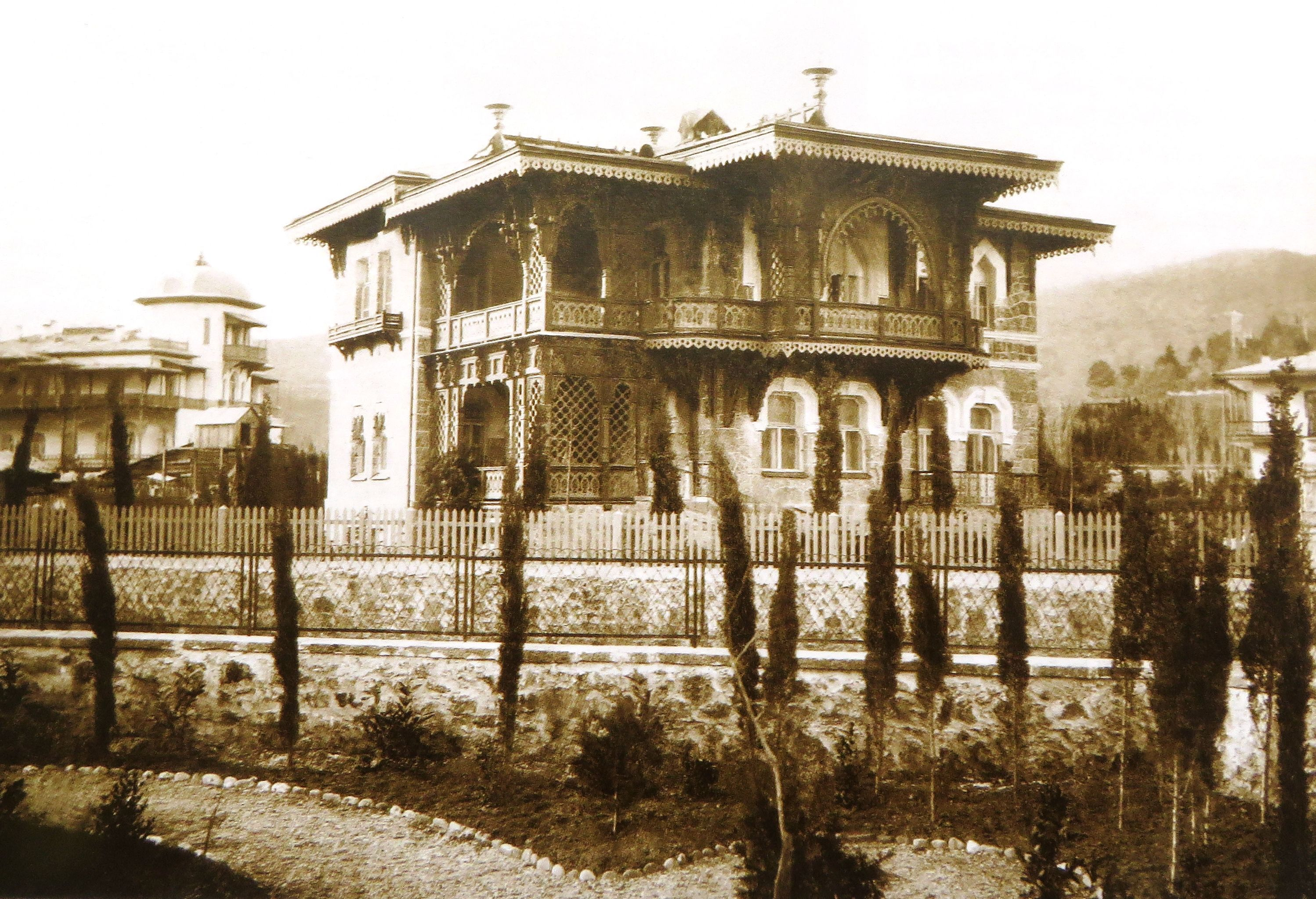
Особняк Лищинской, около 1890 г.
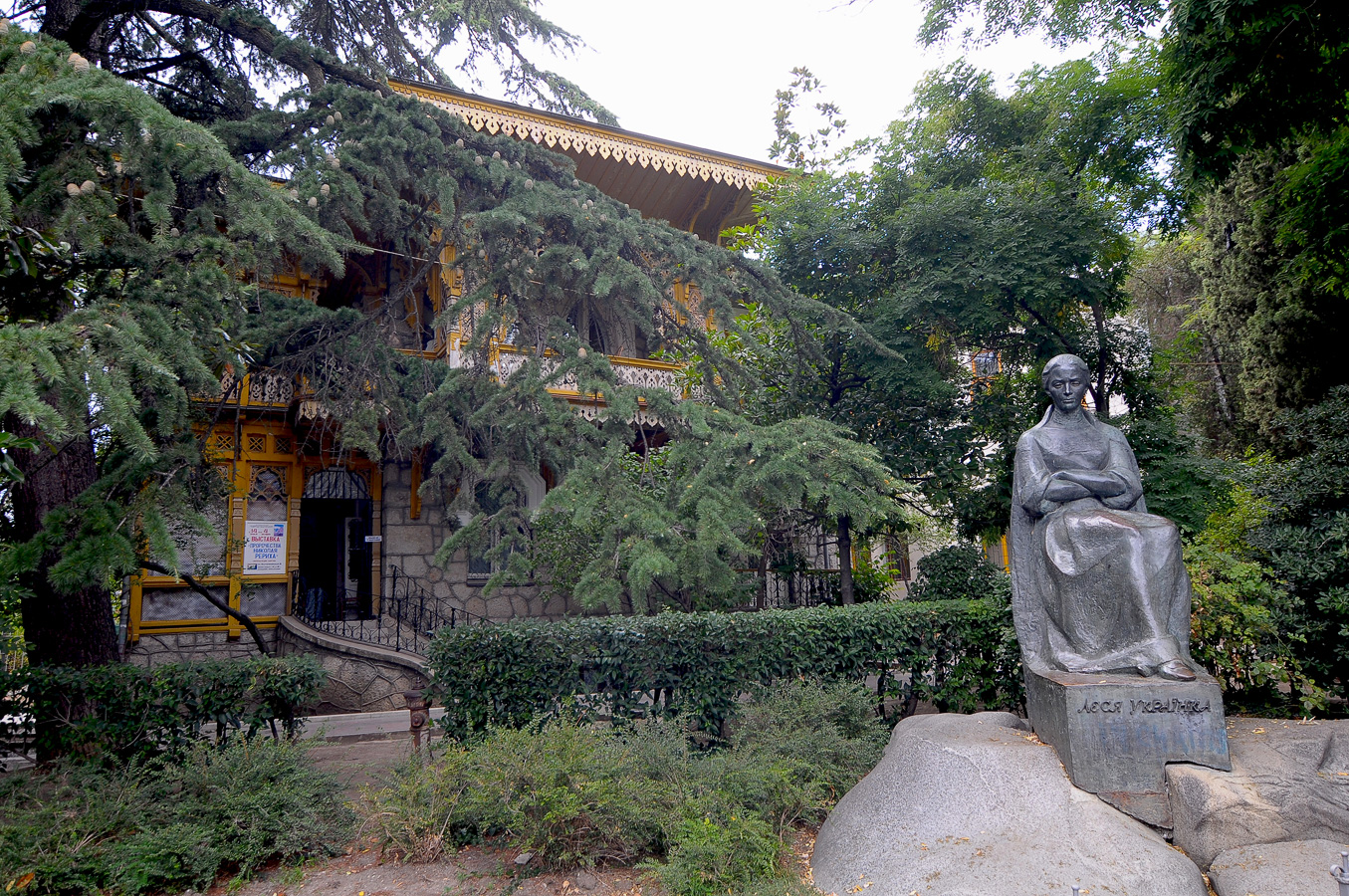
Современный вид фасада и памятник Лесе Украинке
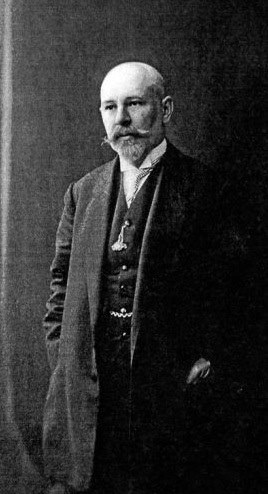
Архитектор Н. П. Краснов

## Современная экспозиция «Ялта. Век XIX-й»
После присоединения Крыма к России и окончания в здании ремонта — отдел Ялтинского историко-литературного музея. Экспозиция называется «Ялта. Век XIX-й». Четыре зала рассказывают о литературной, музыкальной, художественной и обывательской жизни Ялты. Воссоздан интерьер типичного ялтинского особняка XIX в. Аутентичная мебель, предметы быта, книги, картины, исторические фото создают атмосферу Ялты конца XIX — начала XX веков. Выставлены кресла Ф. И. Шаляпина, пианино из музыкального магазина Ю. Пфейфера, граммофон фирмы «American Phonoton Co.», стол, за которым сидел Л. Н. Толстой, ноты с автографами певцов и композиторов, личные вещи — знакомят с музыкантами и литераторами, чья жизнь и творчество связаны с Ялтой. Особое внимание уделено украинской писательнице и драматургу Лесе Украинке, которая снимала комнаты у Лищинской в 1897 году.
Архитектура городе, дома, улицы и усадьбы представлены творчеством архитектора Николая Петровича Краснова. Представлено более 300 экспонатов — редкие фотографии, документы, чертежи.